# Iguana
Iguana é um gênero de réptil da família Iguanidae. As espécies deste gênero ocorrem em regiões tropicais da América Central, América do Sul e Caribe.
As iguanas têm hábitos arborícolas, isto é, vivem em árvores, podendo atingir até 180 cm de comprimento. Quando jovens, os iguanas possuem uma coloração verde intensa, já quando maiores, apresentam, ao longo do corpo, listras escuras. A cauda de uma iguana possui dois terços do comprimento total do corpo. Iguanas podem ser criados em terrário tropical úmido, por habitar florestas tropicais.

## Espécies
A família Iguanidae possui mais de 35 espécies. Porém no gênero Iguana há apenas duas espécies:
- Iguana iguana (Linnaeus, 1758) - Iguana-verde (ocorre na América latina)
- Iguana delicatissima (Laurenti, 1768) - Iguana-do-caribe (ocorre em ilhas do caribe)

## Alimentação
Iguanas são totalmente herbívoros, geralmente se alimentam de folhas, flores e frutos das árvores em que habitam. Em cativeiro deve-se tomar cuidado especial com a alimentação desse animal, considerando-se que é impossível replicar a dieta desta na natureza. Uma boa dieta deve ter vegetais verdes, com folhas, o que inclui, beterraba, couve, alfafa, salsa, entre outras, deve-se evitar verduras como alface, que, principalmente em excesso, fazem mal às iguanas.

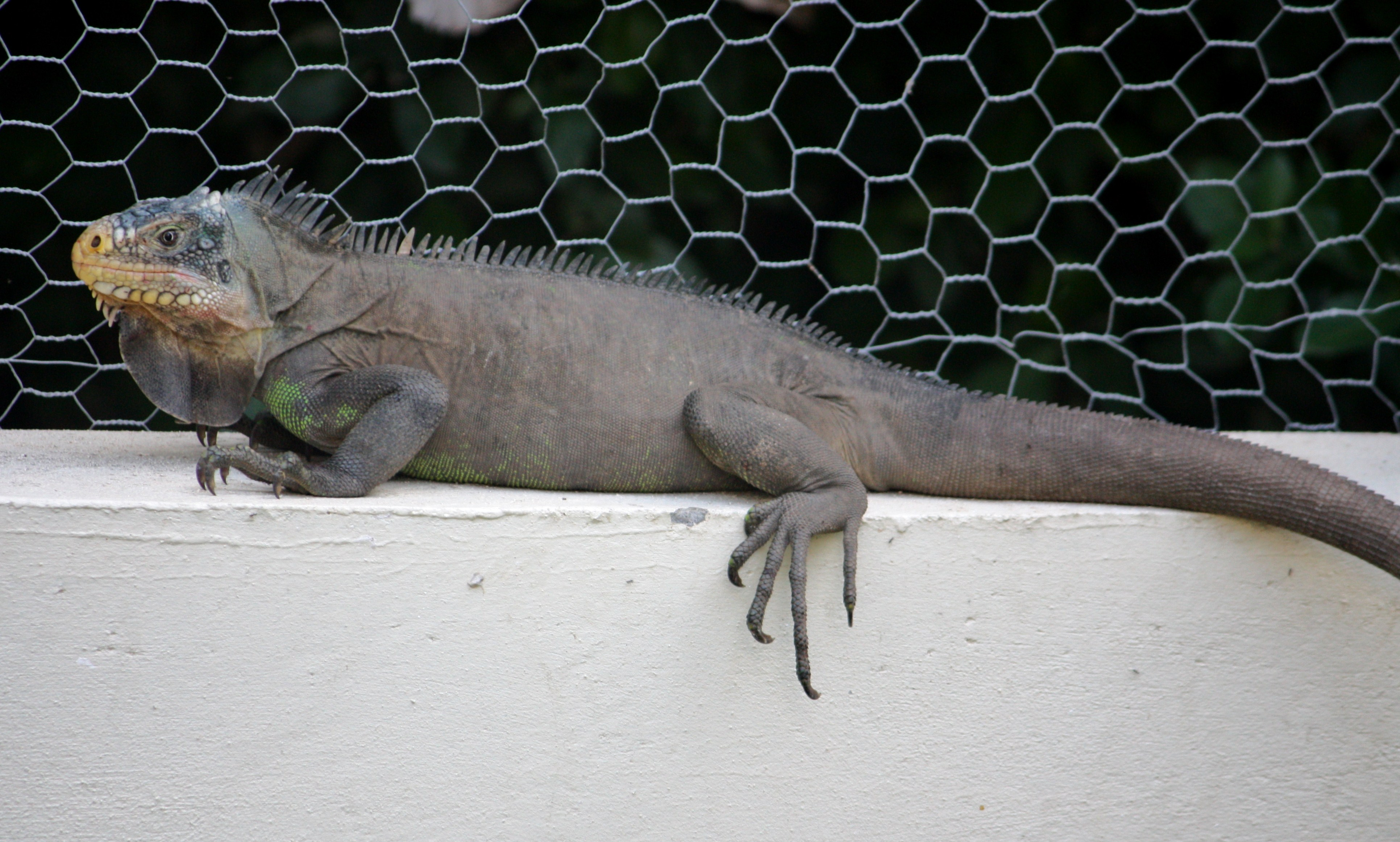
Iguana-das-caraíbas
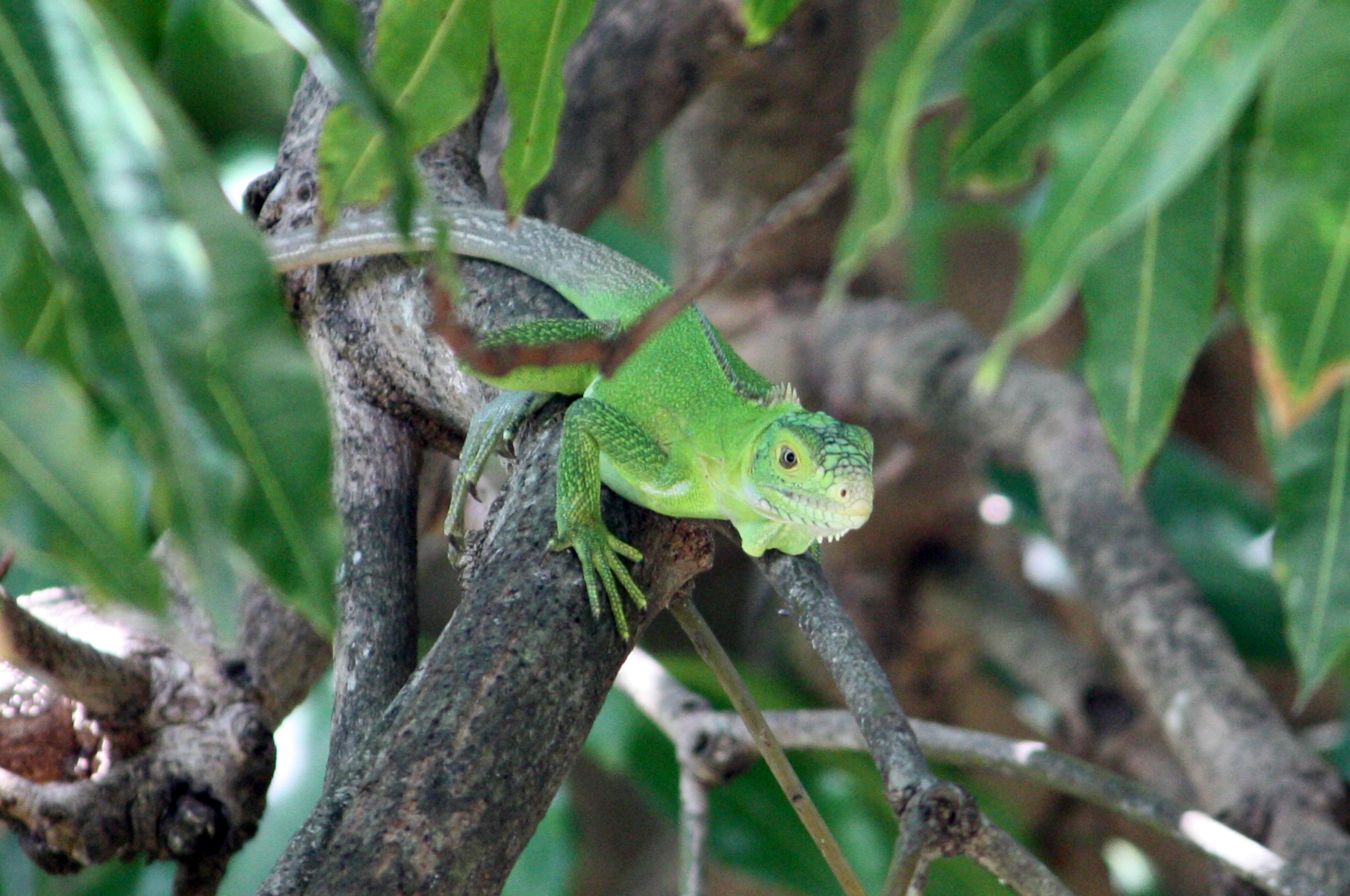
Iguana-das-caraíbas jovem
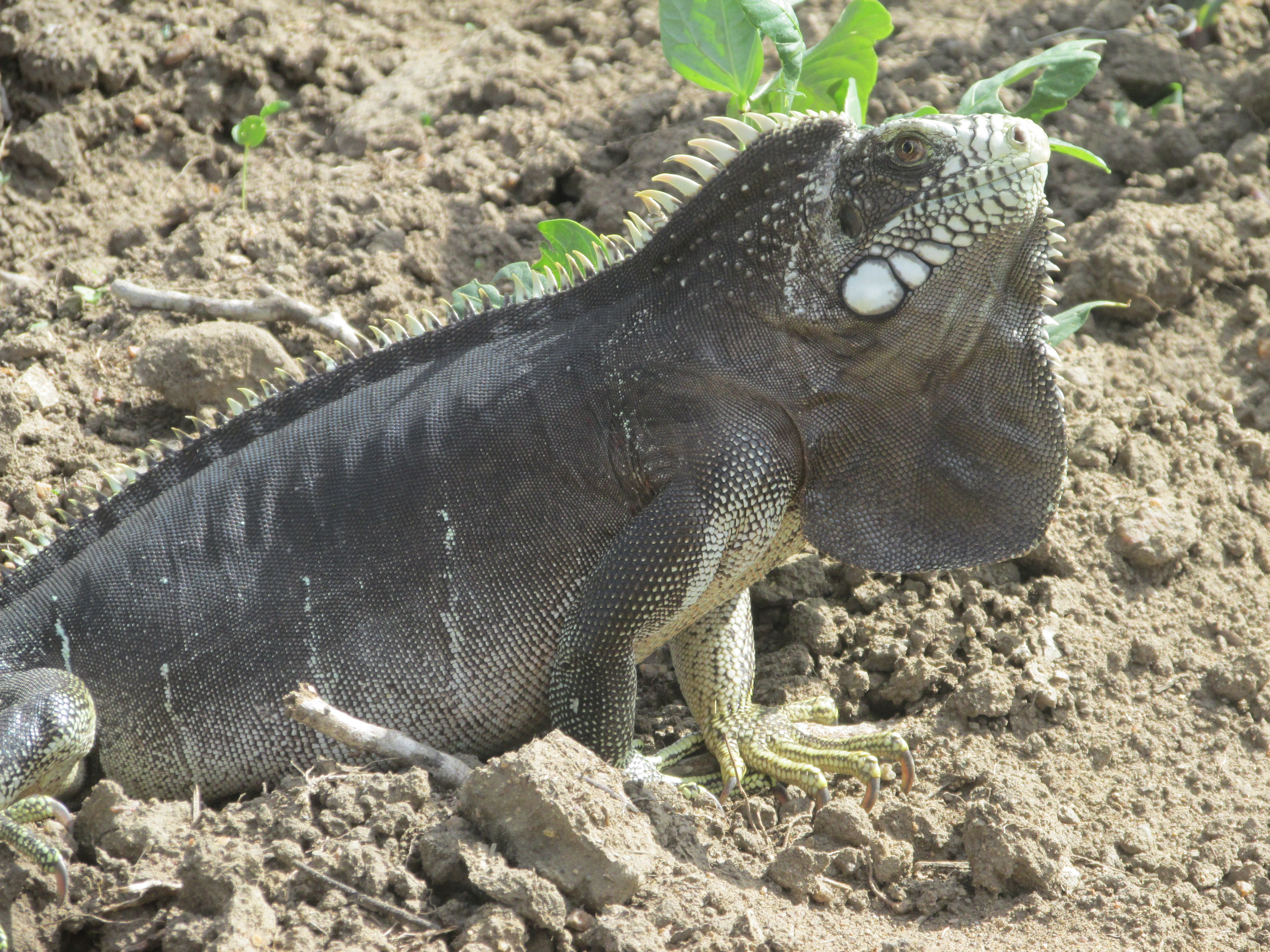
Iguana-verde adulta
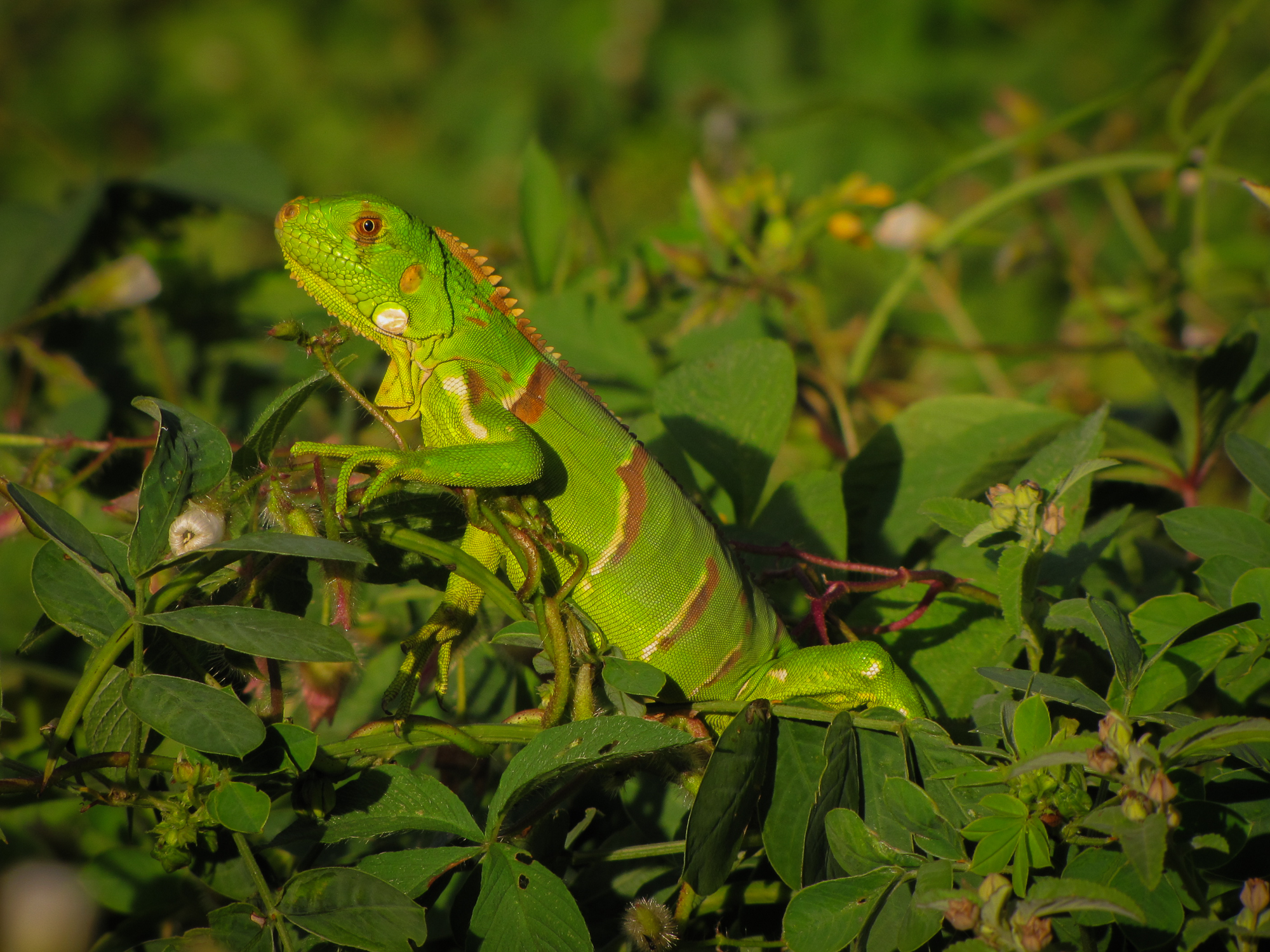
Jovem iguana-verde